# Tour Biret
La Tour Biret est un monument disparu qui se trouvait à Châtillon dans les Hauts-de-Seine, et dont l'emplacement est aujourd'hui situé avenue de la Division-Leclerc.

## Tour de Croÿ
À cet endroit, appelé butte de Châtillon ou montagne de Châtillon, se trouvaient les ruines d'un ancien donjon du château de la maison de Croÿ.
Peut-être vers 1750 ou 1760, ce donjon fut transformé en glacière sur ordre de madame de Pompadour, par Jacques Raffard, officier du Gobelet de Marie-Antoinette de 1756 à 1767. Cette glacière aurait été la première de la région parisienne.
En 1765, Emmanuel de Croÿ-Solre y fait construire la tour de Croÿ, qui mesurait cinquante pieds de hauteur, pour un prix de 28800 livres,. Elle fut utilisée par Jean-Baptiste Joseph Delambre et Pierre Méchain, pour mesurer le méridien, de 1792 à 1799. L'astronome Pierre Charles Le Monnier l'utilisa en 1768 pour observer une éclipse de Lune.
Pendant la première bataille de Châtillon, le 19 septembre 1870, elle est occupée pendant trois mois par l'artillerie prussienne qui s'en sert pour ajuster ses tirs sur Paris. Le 24 octobre, l'empereur Guillaume II la visita, accompagné d'Otto von Bismarck.
Sévèrement abîmé par la guerre, ce monument fut détruit vers 1871-1872. La glacière fut toutefois utilisée comme dépôt de glace jusqu’en 1886 par les Glacières de Paris.

## Tour de François Biret

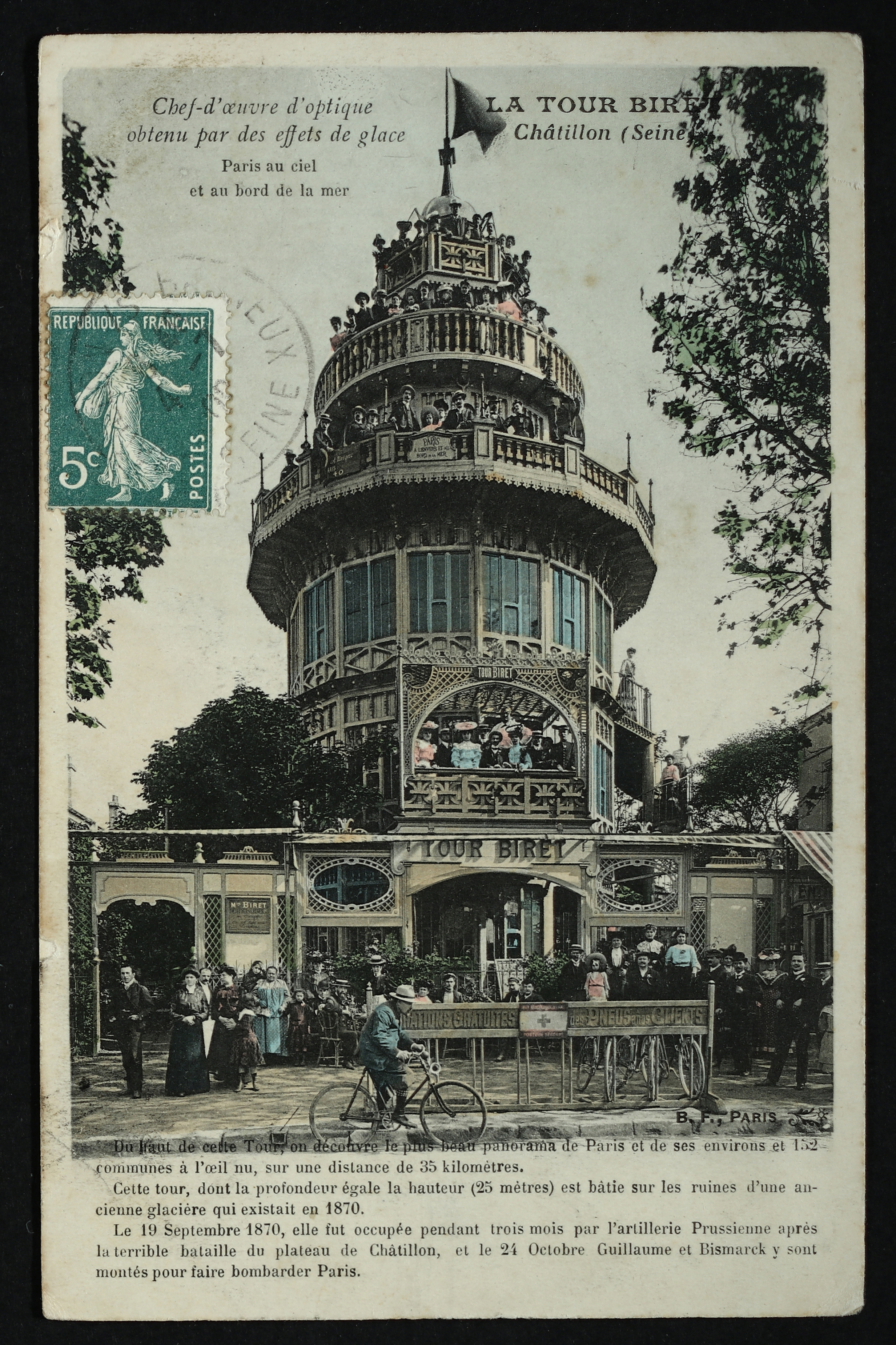
Châtillon - La Tour Biret.

Un ancien cuirassier, François Biret, s'y établit comme cafetier en rachetant une tour en bois de quatre étages, qui provenait de l'Exposition universelle de Paris de 1889 et, après avoir aplani la butte, qu'il fit remonter au-dessus de la cavité de la glacière, alimentée en glace par deux étangs des environs, qui disparurent après la guerre de 1870.
À cette époque, c'était le monument le plus élevé de la région parisienne, car situé sur un plateau à deux-cents mètres d'altitude. Elle devint en 1896 une guinguette très fréquentée.
En 1920, elle fut remplacée par une tour en béton surmontée d'une plate-forme octogonale. Ce nouvel édifice fut à son tour détruit en 2017, pour être remplacé en 2019 par un immeuble d'habitation.